# 穴内川ダム
穴内川ダム（あなないがわダム）は、高知県香美市土佐山田町（旧香美郡土佐山田町）、一級河川・吉野川水系穴内川に建設されたダムである。
四国電力が管理を行う発電専用ダムで、吉野川総合開発計画によって建設されたダムである。高さ66.6メートルの中空重力式コンクリートダムで、同型式では四国地方において大森川ダム（大森川）とこのダムの二基しか存在しない。穴内川発電所による揚水発電のほか、四国山地を貫き国分川にも導水を行っている。ダムによって形成された人造湖は穴内川貯水池と呼ばれ、通称はない。

## 沿革
穴内川のダム計画は戦後打ち続く水害に対処するために経済安定本部が策定した「吉野川総合開発計画」によって持ち上がった。この計画では吉野川水系に多数の多目的ダムを建設して洪水調節とかんがい、そして水力発電を行うものであり、吉野川本流に早明浦（さめうら）ダムと小歩危（こぼけ）ダムという巨大ダムを二基建設し、支流の銅山川と穴内川にも多目的ダムを建設。大森川には発電専用ダムを建設して総合的な河川開発を行おうとするものであった。
この計画において現在の地点が有力なダム建設地点として選定され、高さ65.0メートル・総貯水容量4千800万トンの比較的規模の大きいダムが計画された。計画当初は建設地点の大字を採り「樫谷ダム」または「樫ノ谷ダム」と呼ばれた。経済安定本部案や電源開発案でもその規模は変わらなかったが、現在のダム計画と最も異なるのは多目的ダムとして計画されたことである。当初の予定では洪水調節と水力発電を目的としており、ダム地点において毎秒400トンの洪水を全て貯め込み、下流への放流量をゼロにするという計画であった。
ところが徳島県が必要以上に吉野川の水を愛媛県や香川県に送水することに強く反発し、調整機関である「四国地方総合開発審議会」においても交渉が暗礁に乗り上げた。事態は長期化の様相を呈するようになり、総合開発計画は遅々として進まない状況となった。これに対して審議会に参加していた四国電力はこれ以上の長期化を好まず、早期かつ独自の電源開発計画遂行を模索するようになった。そして四国電力は審議会を離脱、独自に大森川と穴内川において水力発電事業を行うことを発表した。ここにおいて樫谷ダム計画は洪水調節目的を外した水力発電目的単独のダム計画として再度着手されることになり、1961年（昭和36年）より建設が開始され、1963年（昭和38年）にわずか二年間という短期間で完成した。これが現在の穴内川ダムである。

## 目的
ダムは高さは66.6m、型式は大森川ダムと同じ中空重力式コンクリートダムで、電力会社では中部電力と四国電力のみ施工実績があり、四国では最も新しい中空重力式コンクリートダムである。

### 穴内川発電所
ダムに付設する穴内川発電所は最大出力12,500キロワットの揚水発電所で、可動羽根斜流（デリア）ポンプ水車を日本で初めて導入。穴内川ダムを上池、下流の繁藤ダム（重力式コンクリートダム、小堰堤）を下池として利用している。
さらに繁藤ダムから四国山地を越えて国分川へ発電用の導水がされている。国分川には調整池として休場ダム（重力式コンクリートダム、18.0メートル）が1963年（昭和38年）に建設され、ダムに導水された水は平山発電所に送水され、発電される。平山発電所は高知県で初めて稼動した水力発電所で、完成当時は1,080キロワットの認可出力であった。当時は香美郡・長岡郡への灌漑目的に江戸時代建設された甫喜峰（ほきがみね）疏水路を利用して発電していた。その後穴内川発電所建設を機に改築され、この際認可出力が41,500キロワットと大幅に増強された。なお、この甫喜峰疏水路は土佐藩執政としてかんがい・治水事業に功績のあった野中兼山が指揮を執って建設したものである。
通常は発電にしか使用されない貯水池であるが、穴内川ダム建設時に四国電力は徳島県と渇水時利水協定を結んでおり、ダムの計画容量4660万トンに対し、760万トンの水量を緊急放水用として常時保持し、徳島県の要求があれば毎秒2.0トンの水量を放水することになっている。近年では、　2005年（平成17年）の吉野川大渇水においては深刻な水不足に悩む徳島県の要請を受けた四国電力は、前述の協定通りにダムからの放流を行ったことがある。

## 穴内川貯水池
ダム湖である穴内川貯水池は吉野川水系でも屈指の湛水面積を有する。完成以来40年以上経過しているが通称・愛称の類はまだ付けられていない。
貯水池は鹿野川ダム（肱川・国土交通省四国地方整備局）の鹿野川湖と並ぶヘラブナ釣りのスポットで、かなり大型のヘラブナも確認されている。